# Herman Anker
Herman Anker, född den 15 juli 1839 i Halden, död den 9 augusti 1896, var en norsk folkhögskoleföreståndare.

## Biografi
Anker växte upp på Rød herrgård som son till stortingsledamoten Peter Martin Anker (1801-1863) och var bror till affärsmannen Christian August Anker. Han tog kandidatexamen i teologi år 1863. 
Han var gift med den danskfödda Marie Elisabeth "Mix" Bojsen (1843-1892), och var far till den feministiske förkämpen Katti Anker Møller (1868-1945), författaren och journalisten Ella Anker (1870-1958), doktor Peter Martin Anker (1872-1903 ) och ingenjör Nils Botvid Anker (1878-1943).
Anker upprättade 1864 Norges första folkhögskola Sagatun folkehøyskole i Hamar, vilken han helt i Grundtvigs anda ledde till 1873. Han ägnade sig senare åt industriell verksamhet och blev 1863 postmästare i Hamar.